# Ulrich Pfeifer (Fluchthelfer)
Ulrich Pfeifer (* 1935 in Berlin) ist ein ehemaliger Fluchthelfer an der innerdeutschen Grenze.

## Werdegang
Pfeifer legte 1953 in Gera das Abitur ab und studierte Bauingenieurwesen an der Technischen Hochschule Dresden. 1960 kam er als Bauingenieur nach Ost-Berlin. Vier Wochen nach dem Bau der Berliner Mauer floh er durch die Kanalisation am Gleimtunnel nach West-Berlin, wo seine Mutter und seine Schwester lebten. Der Fluchtversuch seiner Freundin über den gleichen Weg wurde vereitelt und sie im Dezember 1961 zu sieben Jahren Zuchthaus verurteilt.
Er begann daraufhin als Fluchthelfer tätig zu werden. Im August 1962 war er am Bau eines Tunnels in der Kiefholzstraße beteiligt, dessen Bau jedoch verraten wurde, und am Bau des Tunnels 29 in der Bernauer Straße, durch den am 14./15. September 1962 29 Menschen nach West-Berlin flohen. Weitere Aktionen, an denen Pfeifer beteiligt war, waren vom Herbst 1962 bis zum Februar 1963 der ebenfalls vorzeitig verratene Tunnel von der Bernauer Straße 79 zur Brunnenstraße 45 sowie ein Tunnel an der Kreuzung Bernauer Straße/Brunnenstraße im Jahr 1971.
Ab 1972 arbeitete er als selbständiger Bauingenieur in West-Berlin.

## Ehrungen
- 2012: Verdienstkreuz am Bande der Bundesrepublik Deutschland